# Traité de Gaète
Le traité de Gaète est un traité politique signé à Gaète  le 26 mars 1451 entre Alphonse V pour le royaume de Naples et les deux ambassadeurs de Skanderbeg, Stefan, évêque de Krujë, et Nikollë de Berguçi. Dans le traité, Skanderbeg se reconnait vassal du royaume de Naples et obtient en retour la protection de son royaume contre l'Empire ottoman. Alphonse V d'Aragon  pensait pouvoir ressusciter la politique de ses prédécesseurs angevins et utiliser l'Albanie comme point de départ pour étendre davantage son royaume dans les Balkans.

## Termes du traité
Skanderbeg avait demandé ce traité afin d'assurer sa protection contre l'Empire ottoman. Bien qu'Alphonse V lui-même fut partie du traité celui-ci fut signé par son principal notaire, Arnaldo Fonolleda. Les ambassadeurs de Skanderbeg étaient deux évêques : Stefan, un évêque orthodoxe, et de Berguçi, un évêque dominicain catholique.
Selon le traité, si les Albanais avaient besoin de l'aide du royaume de Naples dans les affaires militaires, ils seraient obligés de faire don de chaque ville en danger à la couronne de Naples. De plus, Skanderbeg devait prêter serment de fidélité à la couronne d'Aragon. Dès que les terres albanaises seraient libérées des invasions ottomanes, Scanderbeg devra payer des taxes à Alfonso et devra reconnaître la couronne de Naples, mais il conservera son autonomie. Le dernier point du traité précise que Scanderbeg ne pouvait acheter du sel que dans les entrepôts d'Alphonse V, et non pas auprès des Ottomans, mais au prix que les Ottomans auraient facturé. Pour suivre le traité, Naples envoya un détachement de 100 soldats napolitains, commandés par Bernard Vaquer, au château de Kruje à la fin du mois de mai 1451. Vaquer fut nommé au poste de commissaire spécial et prit le contrôle de Kruje au nom du royaume de Naples et mit sa garnison sous son commandement.

## Conséquences
Après avoir signé ce traité avec Skanderbeg, Alphonse V signe des traités similaires avec d'autres chefs albanais : Gjergj Arianiti, Gjin Muzaka, George Stresi Balsha, Peter Spani, Paul Dukagjini, Thopia Muzaka, Peter de Himara, Simon Zanebisha et Karlo Toco.